# Csi
A csi (qi) a hagyományos kínai világnézet szerint magát a világegyetemet betöltő, alkotó alapanyag, energia vagy természeti erő. Eszerint a világon minden létező a csi (qi) mozgásának és átalakulásának eredménye. Így magát az emberi testet is a csi (qi) alakítja ki, illetve az élet létrejöttének egyik tényezője. A csi (qi) koncepciója alapvető részét képezi mind a hagyományos, mind pedig a modern kínai kultúrának. A kínai filozófiai aspektusain túl jelentős szerepe van a hagyományos kínai orvoslásban, a harcművészetekben, a feng-suj (fengshui)ban, de fogalomként megjelenik a hagyományos kínai festészettel és irodalommal kapcsolatos esztétikai művekben is. Nyugaton egyfajta energiaként vagy életerőként értelmezik, gyakorta így is fordítják. A csi (qi)vel rokonítható, vagy ahhoz hasonló erő, energiaáramlás más kultúrkörökben, mitológiákban vagy vallásokban is megtalálható. Nyugati tudományos módszerekkel a csi (qi) létezését nem sikerült igazolni.

## Etimológia

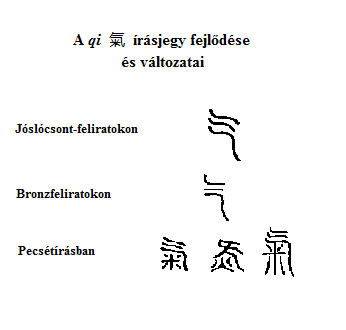

A csi (qi) 氣 írásjegy eredetének, eredeti jelentésének egyik lehetséges magyarázata szerint a csi (qi)nek megfelelő írásjegy előfordul a Sang (Shang)- és Csou (Zhou)-kori feliratokon, de ekkor a jelentése még egészen más: ‘kérni’, ‘befejezni’ (vö. 乞 csi (qi)). Elképzelhető, hogy az ‘ételadomány’ értelme tekinthető valamilyen módon a későbbi jelentés előzményének, mivel az egyik értelmezés szerint a szó eredetileg az ételekben, italokban és a levegőben, tehát az élethez szükséges forrásokban jelen lévő anyagi jellegű erőre utalt.
A másik feltételezés szerint eredetileg a különféle gőzök, felhők jelölésére szolgált, mivel a jóslócsontokon szereplő legkorábbi változata mindössze három hullámos vonalból állt. Egyes elképzelések szerint ez a hideg levegőben látszó lehelet képe lehet. Ezt látszik alátámasztani a Han-korban, i. sz. 100 körül összeállított etimológiai szótár, a Suo-ven csie-ce (Shuowen jiezi) értelmezése, amely egyértelműen a felhővel kapcsolatos párával (jün-csi (yunqi) 雲氣) köti össze.
Ezt a képjelet később a 气 formába írták, amely ma az írásjegy egyszerűsített formája is. A Csou (Zhou)-korban ez kiegészült az önmagában „főtt rizs” jelentésű 米 elemmel, így a népszerű magyarázatok szerint az írásjegy a gőzölgő, forró főtt rizs képe.
Megjegyzendő, hogy a 氣 írásjegynek létezik egy korai változata 炁 formában is, amelyet később a taoista szövegekben használtak előszeretettel. Ez a változat a 无 írásjegyelem és a 灬 (火) „tűz” jelentésű radikális összevonása. A 无 írásjegyelem ma a „nincs” jelentésű 無 vu (wu) írásjegy egyszerűsített változata, így sok értelmező az írásjegy eredeti jelentését a „nincs” + „tűz” jelentések összevonásával próbálja magyarázni.
A levegőn és az ételeken kívül gyakori még a szintén az élet fenntartását szolgáló vérrel történő összekapcsolása is. Erre található példa a Konfuciusz tanítását összegző Beszélgetések és mondások című műben:

„(A nemes ember) ifjúkorában, amikor vére és csi (qi)je még nem állapodott meg, tartózkodjék az érzékiségtől.”

Azonban a csi (qi) ilyen összefüggésben csak a Hadakozó fejedelemségek korától jelenik meg.

## Filozófiai vonatkozása

A csi (qi) írásjegy hagyományos változata.

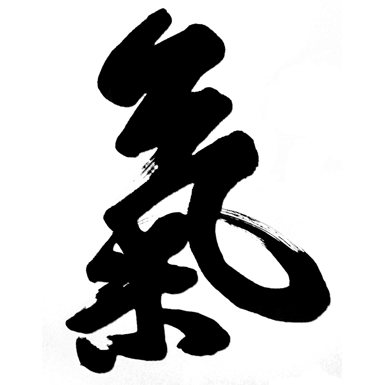
A csi (qi) kalligrafikus változata.

Az i. e. 5–3. századra fokozatosan előtérbe került az az elképzelés, hogy az egész világnak van egy általános összetevője, ami nem más, mint a csi (qi). Minden konkrét létező létrejötte a csi (qi) összesűrűsödésének, halála pedig a csi (qi) szétszóródásának eredménye. A Han-kori kozmogóniákban a csi (qi) két típusú megnyilvánulásának következtében keletkeznek a jin (yin)nek és jang (yang)nak megfelelő dualitások, illetve az öt elem sem más, mint a csi (qi) tér- és időbeli megnyilvánulása. Ugyanakkor az i. e. 5–4. században az összefüggés ebben a formában még nem volt ilyen egyértelmű, amint ezt egy Co csuan (Zuo zhuan)ból származó részlet is mutatja:

„Az Égnek hat csi (qi)je van. Ezek alászállván az öt ízben kelnek életre, az öt színben válnak láthatóvá és az öt hangban zendülnek fel. Túltengésük folytán üti fel fejét a hat betegség. A hat csi (qi) nem más, mint a jin (yin), a jang (yang), a szél, az eső, a sötétség és a világosság. Ezek hozzák létre a négy évszakot és az öt szakaszt. Ha hat csi (qi) bármelyike túlteng, az bajt idéz elő.”

A csi (qi)ről alkotott elképzelések az i. e. 4–3. századi Kínában nem korlátozódtak a természetbölcseleti kategóriába sorolható írásokra, hanem különböző bölcseleti iskolákhoz tartozó művekben is megjelennek. Az Út és Erény könyve 42. verse meglehetősen jól tükrözi a korabeli természetbölcseleti elképzeléseket:

„A tao (dao) létrehozta az egyet, az egy létrehozta a kettőt, a kettő létrehozta a hármat, a három létrehozta a tízezer létezőt. A tízezer létező hátán viszi a jin (yin)t, magához öleli a jang (yang)ot, az átható csi (qi) teremt közöttük harmóniát.”

Menciusz szerint az erényes viselkedéshez szükség van egészséges csi (qi)re, amelyet az emberi akaratnak kell szelíden vezetnie, hogy végül megfelelő tettek révén „áradó csi (qi)”-vé (hao-zsan cse csi (haoran zhi qi) 浩然之氣) váljék. A Kuan-ce (Guanzi) 《管子》 Nej-je (Neiye) 內業 (49.) fejezete már meglehetős részletességgel foglalkozik a csi (qi) táplálásával.
Az i. e. 2. században íródott, alapvetően taoista szellemiségű Huaj-nan-ce (Huainanzi) című filozófiai traktátusban található világteremtés-leírás szerint a csi (qi)nek alapvető szerepe van:

„Mielőtt Ég és Föld formát öltött volna, (minden) homályos és alaktalan, kaotikus és formátlan volt, ezért ezt nevezzük Nagy Kezdetnek. A Tao (Dao) (ebben) a Ködszerű Ürességben vette kezdetét, a Ködszerű Üresség létrehozta a kozmoszt, a kozmosz létrehozta az eredendő csi (qi)t. A primordiális csi (qi)ben partvonalak és határok <elkülönülések> keletkeztek: ami könnyű és világos volt, az felszállt és belőle lett az Ég, ami nehéz és (iszaposan) zavaros, az megszilárdult, és belőle lett a Föld. A könnyű és csodálatos(an finom) könnyedén állt össze, a nehéz és (iszaposan) zavaros (viszont) nehezen szilárdult meg, ezért az Ég alakult ki először, és a Föld csak később szilárdult meg. Az Ég és Föld egyesült esszenciájából (csing (jing)) alakult ki a jin (yin) és a jang (yang), a jin (yin) és a jang (yang) koncentrált esszenciájából alakult ki a Négy Évszak, s a Négy Évszak szétszórt esszenciájából alakult ki a Tízezer Létező. A felhalmozódott jang (yang) forró csi (qi)je hozta létre a tüzet, és a tűz csi (qi)jének esszenciájából keletkezett a Nap. A felhalmozódott jin (yin) hideg csi (qi)je vízzé alakult, és a víz csi (qi)jének esszenciájából létrejött a Hold. A Nap és a Hold fennmaradó csi (qi)jének esszenciájából keletkeztek a bolygók és a csillagok.”

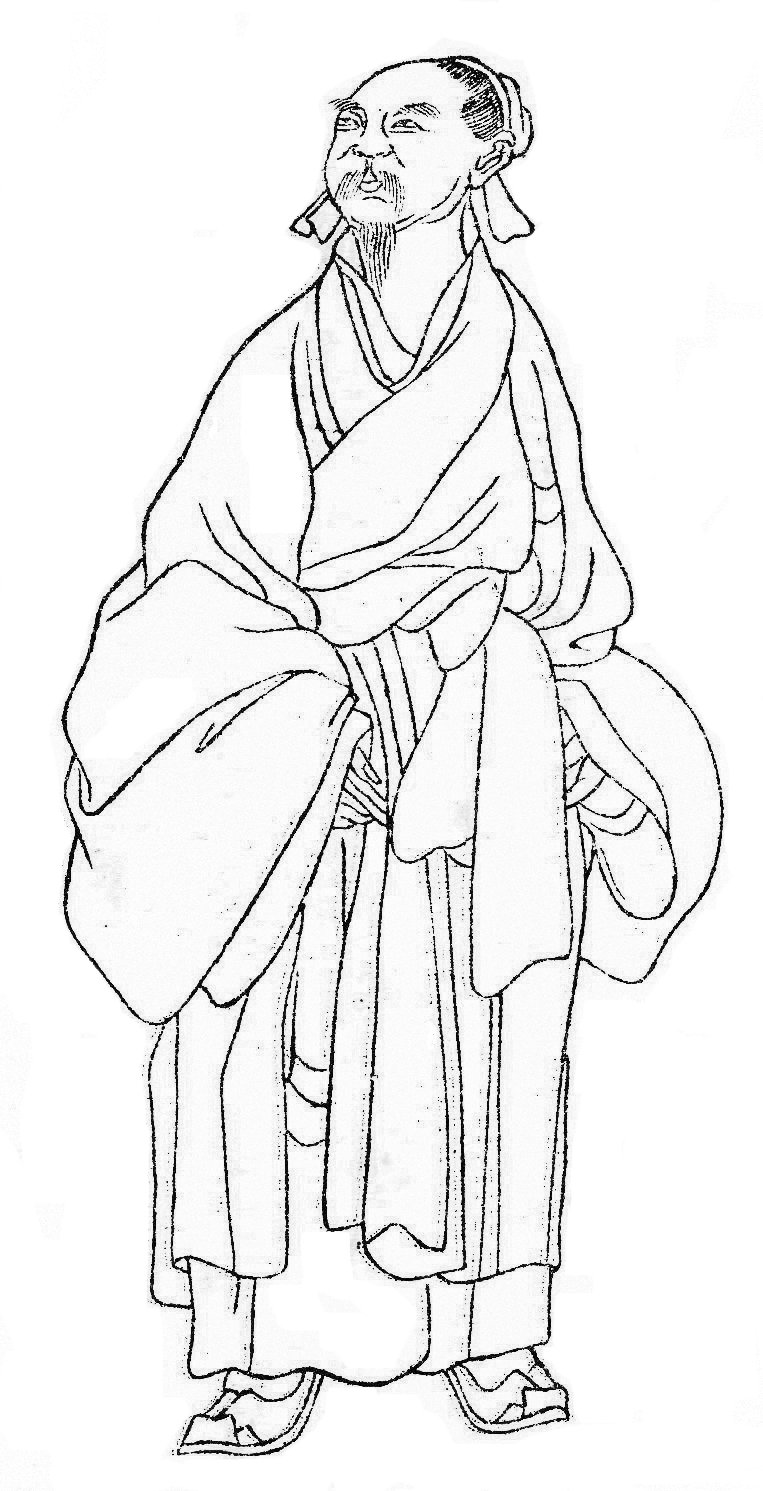
A Csang Cai (Zhang Zai) (1020-1077) filozófus, aki a csi (qi) újszerű értelmezését adta.

A középkorban megjelenő neokonfucianizmus kozmogóniai iskolájának képviselőinek elméletében különlegesen hangsúlyos nyomatékot kap a csi (qi) fogalmának értelmezése. E teoretikusok közül is kiemelkedik Csang Caj (Zhang Zai) 張載 (1020-1077), aki szerint a „Nagy Eredőpont szüli a két formát (jin (yin)t és a jang (yang)ot)”, de számára a Nagy Eredőpont nem más, mint maga a csi (qi). Fő művében, a Helyes tanítás kezdők számára (Cseng-meng (Zhengmeng) 《正蒙》) című értekezésében a csi (qi) folytonos összesűrűsödéséről és szétszóródásáról fejti ki gondolatait:

„Amikor a csi (qi) összesűrűsödik, akkor láthatóvá válik, így megjelennek a dolgok formái. Amikor a csi (qi) szétszóródik, akkor többé nem látható, s megszűnnek a dolgok formái. Az összesűrűsödés állapotában mondhatnánk-e bármi mást a csi (qi)ről, mint azt, hogy átmeneti? A szétszóródás állapotában meggondolatlanságunkban mondhatjuk-e a csi (qi)ről azt, hogy akkor nem létezik?”

A neokonfuciánus tanításban jelentős szerepet kap a li 理, vagyis az „alapelv”, a „törvény” fogalma is, amely „örökkévaló, sem hozzáadni, sem elvenni nem lehet belőle”. Csu Hszi (Zhu Xi) ezt az elméletet egészítette ki a csi (qi) egy egészen sajátos értelmezésével, amely szerint a csi (qi) nem más, mint az anyag. A Csu Hszi (Zhu Xi) összegyűjtött irodalmi írásai (Csu-ce ta-csüan ven-csi ( Zhuzi daquan wenji) 《朱子大全文集》) 58. fejezetében a következők olvashatók:

„Az univerzumban ott van a li és a csi (qi). A li maga a tao (dao), mely áthatja mindazt, ami az alakon felül lakozik, s ez a forrás, amelyből minden dolog születik. A csi (qi) az anyag [szó szerint „eszköz”], mely áthatja mindazt, ami az alakon belül lakozik, s ez az eszköz, mely által a dolgok létrejönnek. Ezért az embereknek és a dolgoknak születésük pillanatában részesülniük kell ebből a liből, hogy szert tehessenek saját természetükre. De részesülniük kell ebből a csi (qi)ből is, hogy szert tehessenek saját testi formájukra.”

A Csu (Zhu) mester osztályozott mondásainak (Csu-ce jü-lej (Zhuzi yulei) 《朱子語類》) 1. fejezetében pedig azt írja:

„Nekem úgy tűnik, hogy a csi (qi) működése a litől függ. Így, amikor a csi (qi) összesűrűsödik, a li is jelen van benne. Ez azért van, mert a csi (qi) képes arra, hogy összesűrűsödjék és formát adjon a dolgoknak; a liből viszont hiányzik az akarat vagy a tervszerűség, így nincs teremtő ereje... A li tiszta, üres és a hatalmas világot testesíti meg, mely alakok és jelek nélküli, így képtelen arra, hogy bármit is létrehozzon. A csi (qi) ezzel szemben képes arra, hogy forrásba jöjjön és összesűrűsödjön, s így megteremtse a dolgokat. De mégis, valahányszor megjelenik a csi (qi), a lit is magában hordozza.”

## Szerepe a hagyományos kínai orvoslásban
A hagyományos kínai orvoslásban a csi (qi) alapvető jelentőséggel bír. Szerepét leginkább Kína első, legrégebbinek tartott orvosi, gyógyászati műveinek gyűjteménye, A Sárga Császár belső könyvei alapján lehet megérteni. E szövegek szerint a csi (qi) nem más, mint magát a világegyetemet alkotó alapanyag, s a világon minden létező a csi (qi) mozgásának és átalakulásának eredménye. Így magát az emberi testet is a csi (qi) alakítja ki, illetve az élet létrejöttének egyik tényezője.
A csi (qi) lehet jang (yang) jellegű (jang csi (yang qi) 陽氣), például a légzés, vagy az ég csi (qi)je, és lehet jin (yin) jellegű (jin csi (yin qi) 陰氣), például a táplálékok csi (qi)je, vagy a föld csi (qi)je. Ezenkívül a szerves szövetek élettani működése közben létrejövő csi (qi), például a különböző belső szervek csi (qi)je. Jóllehet, hagyományos értelemben csak egyetlen csi (qi) létezik, de mivel a gyakorlatban többféle megnyilvánulása lehetséges, épp ezért a „típusait” egy-egy állandó jelzővel különböztetik meg, amely vagy az elhelyezkedésére, vagy a funkciójára utal. Ezek a következők:
- Csing csi (Jing qi) 精氣, amely a csing (qing)hez 精, vagyis magához az életesszenciához kapcsolódó csi (qi). Két részből tevődik össze: 1.) A veleszületett csing csi (jing qi), amely a fogantatás pillanatában, a szülőktől származik. Ez nem képes a megújulásra. 2.) A szerzett csing csi (jing qi), vagyis a táplálékok csing csi (jing qi)je, amely az emésztéssel és a táplálékok felszívódásával keletkezik. Mindkettőt a vese raktározza.
- Tiszta csi (qi) (csing csi (qing qi) 清氣), amely más néven az égi csi (qi) (tien csi (tian qi) 天氣), a természetben létező csi (qi), amelyet az élőlények a levegővel együtt lélegeznek be, épp ezért a tüdőn keresztül jut a szervezetbe. A táplálék csi (qi)vel együtt alkotja az ősi csi (qi)t (lásd lejjebb).
- Eredeti csi (qi) (jüan csi (yuan qi) 元/原氣), vagy másik nevén: valódi csi (qi) (csen csi (zhen qi) 真氣). Az emberi test csi (qi)jei közül ez a legfontosabb. Elsősorban a veleszületett csing (jing) átalakulásából jön létre.
- Ősi csi (qi) (cung csi (zong qi) 宗氣) a tüdő által belélegzett tiszta csi (qi), valamint a lép és a gyomor által a keringésbe juttatott táplálék csi (qi) egyesüléséből jön létre. Legfontosabb feladata a tüdő légzésének és a szív vérkeringésének serkentése, támogatása.
- Tápláló csi (qi) (jing csi (ying qi) 營氣) a lép és a gyomor által feldolgozott táplálékok csing csi (jing qi)jéből származik, az ételek csi (qi)jének legkiválóbb összetevői alkotják. A vérrel együtt kering, követve a csatornákat bejárja az egész testet.
- Védő csi (qi) (vej csi (wei qi) 衛氣) a jang csi (yang qi) egyik része, melynek feladata a test felszínének védelme a külső kórtényezők támadásától, a verejtékmirigyek nyílásának és a test hőmérsékletének szabályozása, a szervek melegítése stb.
- A szervek csi (qi)je, melyet mindig az adott belső szerv nevével jelölnek, például: máj-csi (qi), vese-csi (qi), szív-csi (qi) stb.
- Rendes csi (qi) (cseng csi (zheng qi) 正氣) az eredeti csi (qi), az ősi csi (qi), a csing csi (jing qi) és a védő csi (qi) együttesének, vagyis a szervek összes csi (qi)jének összefoglaló neve.[21]

A szervezetet külső kórtényezők, az úgynevezett hszie (xie) 邪 is megtámadhatja és működésében zavart kelthet. A hszie (xie) elsődleges jelentése: 'ártalmas', 'gonosz'. A szakirodalomban gyakorta ezt is egyfajta csi (qi)ként értelmezik, ilyenkor a qi csi (xie qi)ként 邪氣, vagyis kóros csi (qi)ként utalnak rá. Ennek szerepéről ír A Sárga Császár belső könyvei gyűjtemény első kötetének, az Egyszerű kérdések című műnek a 22. fejezete is:

„Ha a kóros csi (qi) bejut a szervezetbe, akkor felül kell kerekedni rajta, megakadályozva a növekedését. Ezt azokon a területeken lehet véghezvinni, amelyek egyébként egészségesek vagy gyógyíthatók. Azokon a részeken, ahol nem tudunk felülkerekedni a (kóros csi (qi)n), ott (a betegség) fokozódni fog, azokon a helyeknek az állapota pedig, melyek egyébként egészségesek, stagnálni fog. Ha a páciens egymaga is meg tudja fékezni a (kóros csi (qi)t), akkor felépül.”

A csi (qi) fent ismertetett megnyilvánulási formáinak a hagyományos kínai orvoslásban öt alapvető funkcióját különböztetik meg. Ezek a következők:
- a relatív állandóság megőrzése (ku-sö (gushe) 固攝) a folyadékok és szilárd anyagok megfelelő mozgatása, termelése, érpályában tartása által,
- serkentés (tuj-tung (tuidong) 推動): a csi (qi) intézi a szervezet folyamatainak ellátását, gyorsítását, így segítve általánosságban az anyagcserét s ezáltal a fejlődést és a növekedést,
- a melegítés (ven-hszü (wenxu) 溫煦): a „testkazán-funkció” teszi lehetővé, hogy a külső károsító behatások ellenére a szervezet mindig a lehető legoptimálisabb hőmérsékleten működjék,
- a védelem (fang-jü (fangyu) 防御): a szervezet csi (qi)je igyekszik megakadályozni, hogy a külső károsító tényezők a külső vagy belső védőrétegen – a bőrön és nyálkahártyákon – keresztül behatolva felborítsák az egyensúlyi állapotot.
- az átalakítás (csi-hua (qihua) 氣化): a felvett folyadékoknak és szilárd táplálékoknak a test életet adó anyagaivá kell átalakulniuk, s az így keletkezett szerves folyadékokat és vért megfelelően keringetni, eloszlatni szükséges.[23]

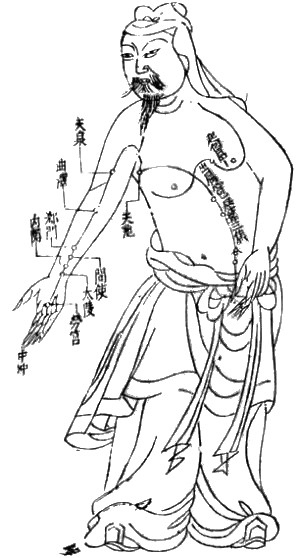
Az egyik meridiánon elhelyezkedő akupunktúrás pontok ábrázolása egy Ming-kori ábrán.

A meridiánokban vagy csatornákban a csi (qi) keringése szoros kapcsolatban áll az öt elemmel. Az energiakeringésben egymást követően vesznek részt az ugyanahhoz az elemhez tartozó jin (yin) és jang (yang) meridiánok. Mivel a meridiánokban keringő csi (qi) a tüdőben nyeri el végleges összetételét s annak meridiánján keresztül lép ki a felszínre, ezért a napi energiakeringési ciklust is a tüdő-meridián indítja el. A csi (qi) a test hosszában az egyes meridiánokban felváltva centrifugálisan vagy centripetálisan halad; a központból a periféria felé áramlik az energia az alsó végtag jin (yin) meridiánjaiban és a felső végtag jang (yang) meridiánjaiban, majd onnan a központ felé a felső végtagok jang (yang) meridiánjaiban és az alsó végtagok jin (yin) meridiánjaiban. A klasszikus akupunktúrás keringés három ciklusra (energiakörre) osztható, ezeket az alábbi táblázat mutatja.
A keringés ciklusai:
|                        | 1. ciklus | 2. ciklus  | 3. ciklus       |
| ---------------------- | --------- | ---------- | --------------- |
| A mellkasról a kézhez  | Tüdő      | Szív       | Szívburok       |
| A kezekről az arcra    | Vastagbél | Vékonybél  | Hármas melegítő |
| Az arcról a lábakhoz   | Gyomor    | Húgyhólyag | Epehólyag       |
| A lábakról a mellkasra | Lép       | Vese       | Máj             |

A meridiánokban a csi (qi) mennyisége nem állandó, hanem egy meghatározott napirendet követ. A nap bizonyos szakaszában az egyes pályákon az energia mennyisége maximális, ez az az időszak, amikor lehetőség szerint el kell végezni a csi (qi) szabályozását. A meridiánok energiatartalma 12 óra elteltével a minimálisra csökken. Ez a gyakorlatban azért fontos, mert ilyenkor a biológiai órán szemben lévő meridián kezelésével is befolyásolható a csi (qi)-áramlás.
A csi (qi)-telítettség napi ciklusa:
| Szerv           | Óra         |
| --------------- | ----------- |
| Tüdő            | 3:00–5:00   |
| Vastagbél       | 5:00–7:00   |
| Gyomor          | 7:00–9:00   |
| Lép             | 9:00–11:00  |
| Szív            | 11:00–13:00 |
| Vékonybél       | 13:00–15:00 |
| Húgyhólyag      | 15:00–17:00 |
| Vese            | 17:00–19:00 |
| Szívburok       | 19:00–21:00 |
| Hármas melegítő | 21:00–23:00 |
| Epehólyag       | 23:00–1:00  |
| Máj             | 1:00–3:00   |

### Az akupunktúrában és a moxibúcióban

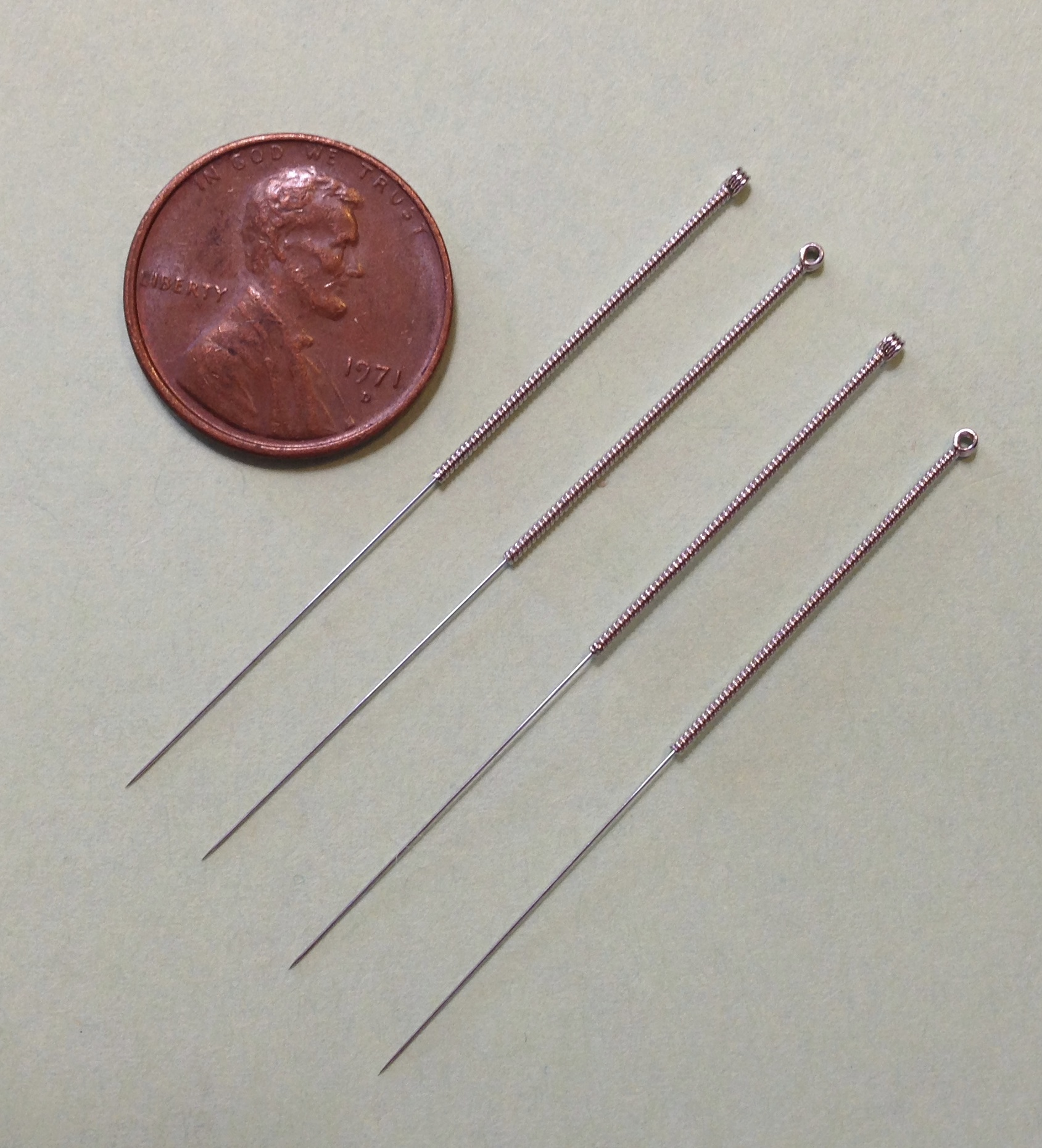
Az akupunktúrás kezeléshez használt tűk.

A hagyományos kínai orvoslás értelmezése szerint az úgynevezett csatornák vagy meridiánok (mai 脈) a testet behálózó vékony, vonalszerű, ám anyagi, vagy anatómiai értelemben nem definiálható rendszert alkotnak, feladatuk, hogy a csi (qi) a megfelelő mederben történő áramlását biztosítsák. A csi (qi) áramlása tehát a csatornákban történik, s amennyiben külső vagy belső hatásra ebben az áramlásban zavar vagy fennakadás történik, kialakul a hiány (hszü (xu) 虛) vagy többlet (si (shi) 實) állapot. Ez nem csupán a csatornákra és a hozzájuk kapcsolódó szervekre van hatással, hanem az egész szervezet energetikai egyensúlyi állapota megbomlik. A hiány állapot esetében tonizálni (pu (bu) 補), vagyis erősíteni, serkenteni kell a csi (qi) működését, míg a többlet állapot esetén szedálni (hszie (xie) 瀉) kell a kóros csi (qi)t, mely folyamat célja a szervezetből történő kiűzése, eltávolítása. A csi (qi) ilyetén manipulálását célzó gyógyítás folyamata alapvetően történhet akupunktúrával és moxa-terápiával. A kettő hatásmechanizmusa sok tekintetben igen hasonló. A különbség, hogy az akupunktúra során a szövetekben speciális, steril tűkkel ingerlik a csatornákon elhelyezkedő aktív pontokat, míg a moxa-terápiában ugyanezeket a pontokat elsősorban hőhatás révén a bőrfelszínen keresztül ingerlik. Egyik eljárás hatásmechanizmusát sem sikerült eddig pontosan tisztázni.

### A gyógynövénygyógyászatban
A hagyományos kínai orvoslás fontos részét képezi a gyógynövényekkel, gyógynövényekből készített szerekkel történő gyógyítás. A hatalmas irodalommal és több ezer éves gyakorlati tapasztalattal rendelkező hagyományos kínai gyógynövénygyógyászatban külön számon tartják a csi (qi) szabályzó és élénkítő gyógynövényeket és receptúrákat.
Csi (Qi) élénkítő gyógynövények:
- ginzeng (zsen-sen (rensen) 人蔘)

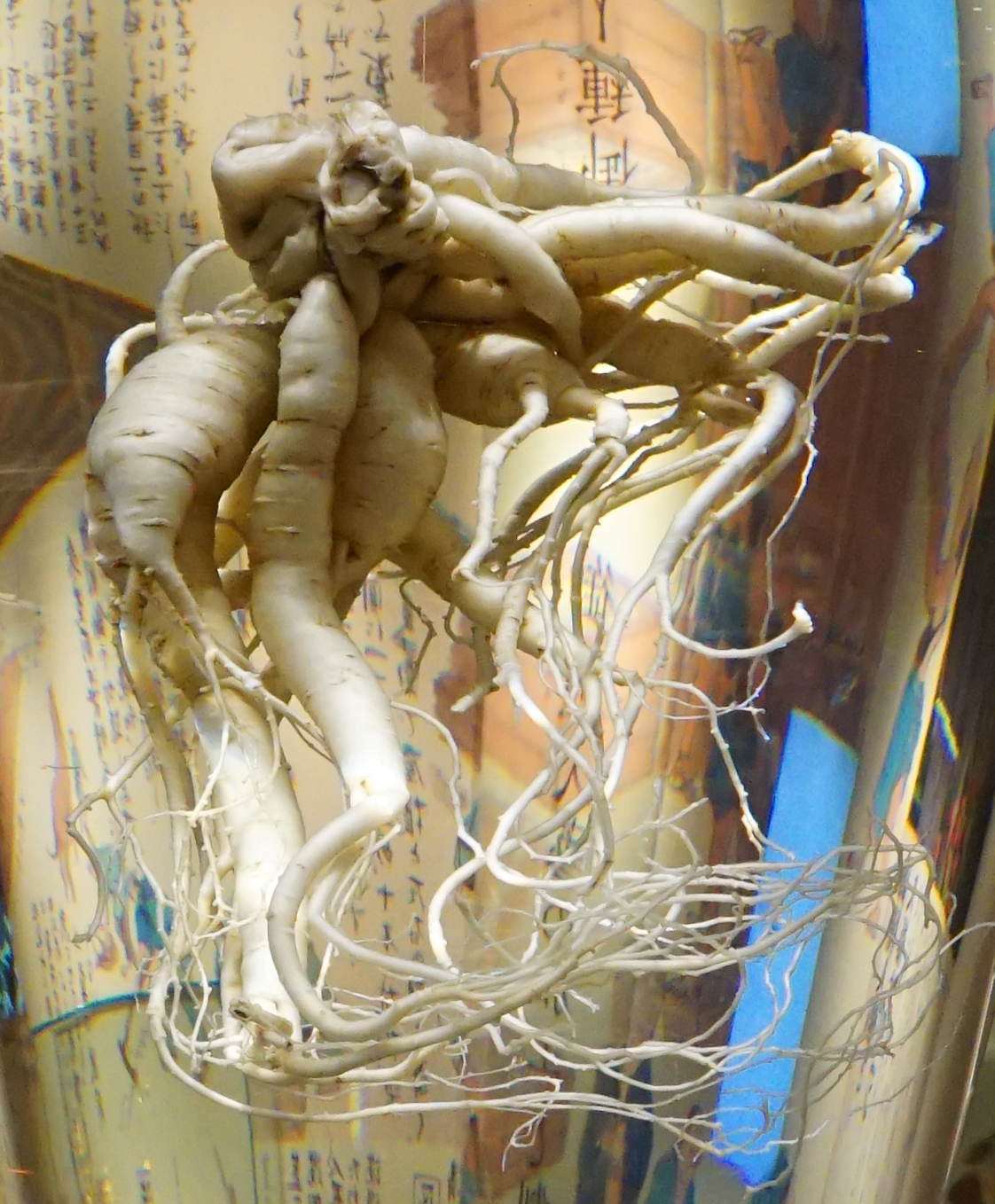
A ginzeng-gyökér, amelynek erős csi (qi) serkentő hatást tulajdonítanak.

- harangfolyondár (lat.: Codonopsis pilosula; kínai: tang-sen (dangshen) 黨參)
- kínai csüdfű (lat.: Astragalus mongholicus; kínai: huang-csi (huangqi) 黄芪)
- kínai jamszgyökér (lat.: Dioscorea opposita; kínai: san-jao (shanyao) 山药)
- fehér atractylodes (lat.:Atractylodes macrocephala; kínai: paj-csu (baizhu) 白朮)
- kínai datolya (jujuba) (lat.: Zizyphus jujuba; kínai: ta-cao (dazao) 大枣)
- édesgyökér (lat.: Glycyrrhiza uralensis; kínai: kan-cao (ganzao) 甘草)

A csi (qi) áramlásának szabályozására és a pangások leküzdésére alkalmas gyógynövények:
- az éretlen keserű narancs héja (lat.: Citrus aurantium; kínai: ku-cseng (kucheng) 苦橙)
- rizspalka (lat.: Cyperus rotundus; kínai: hsziang-fu (xiangfu) 香附)
- indiai törpebogáncs (lat.: Saussurea lappa; kínai: mu-hsziang (muxiang) 木香)
- szantálfa (lat.: Santalum album; kínai: tan-hsziang (tanxiang) 檀香)
- kínai metélőhagyma (lat.: Allium Macrostemon; kínai: hszie-paj (xiebai) 薤白)
- japán rózsa (lat.: Rosa rugosa; kínai: mej-kuj (meigui) 玫瑰)
- licsi (lat.: Litchi chinensis; kínai: li-cse (lizhi) 荔枝)

### Acsikung

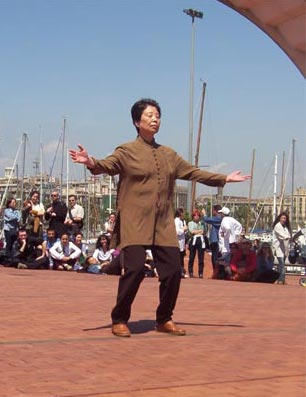
A csi-kung (qigong) gyakorlása.

A csi-kung (qigong) 氣功 egyrészt egy önsegítő, egészségmegőrző, gyakorlatsorokból álló mozgásrendszer, amellyel fokozható a szervezet vitalitása, másrészt a hagyományos kínai orvoslás fontos terápiás technikája. Már az elnevezése is jelzi, hogy a csi (qi)vel alapvető szerepet játszik ebben a technikában. Az elnevezés második tagja, kung (gong) 功, melynek jelentése: „(fizikai) munka”, „gyakorlat”, „készség”; a csi-kung (qigong) jelentése tehát: „csi (qi)-gyakorlat”, „csi (qi)-készség”. A csi-kung (qigong) gyakorlatokat három fő kategóriára szokás osztani: a „csendes csi-kung (qigong)”, amely egyfajta meditáció; a „dinamikus csi-kung (qigong)”, amely a légzésre koncentrál; és a „dinamikus-csendes csi-kung (qigong)”. Nyugaton ez utóbbi a legismertebb és legelterjedtebb.

### Acsi-masszázs
A kínai masszázsnak is nevezett módszer (tuj-na (tuina) 推拿) tulajdonképpen egy masszázsfogásokkal és kimozgatásokkal egybekötött akupresszúrás kezelés. Alapelvében megegyezik az akupresszúrával, mely szerint az akupunktúrás pontok és meridiánok különböző technikákkal történő ingerlésével biztosítani lehet a meridiánok átjárhatóságát, serkenteni vagy korlátozni lehet a csi (qi) áramlását és segíteni lehet a csi (qi) kiegyensúlyozott elosztását a különböző szervekben és testrészekben.
Főbb technikái:
- az akupunktúrás pontok kézzel - elsősorban ujjakkal - történő kezelése
- a különböző masszázsfogások alkalmazása az izmokon és meridiánokon
- és a mobilizációs (ízület-kimozgató) technikák

## A taoista alkímiában

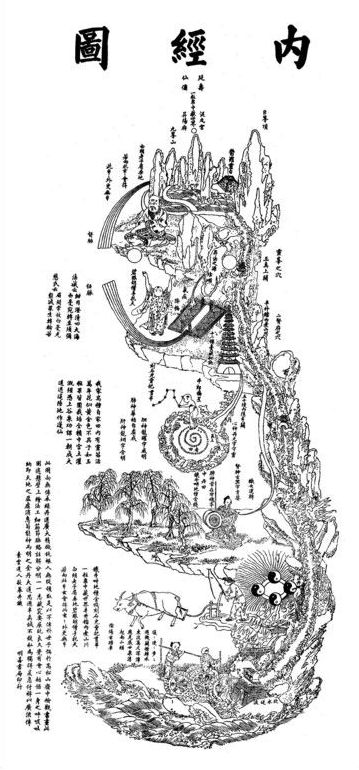
A Nej-csing tu (Neijing tu) 内經圖, vagyis az emberi test „belső látképe”, amely a belső alkímiai gyakorlatok nélkülözhetetlen vizualizációs segédeszköze.

A taoista inspirációjú kínai alkímiának alapvetően két fő vonulata, irányzata létezik: az egyik főként azzal igyekszik foglalkozni, miképp lehet aranyat illetve elixíreket mesterségesen előállítani, a másikat inkább a „halhatatlanság” belső útjainak keresése foglalkoztatja, és az aranycsinálást egy belső folyamat metaforájaként értelmezi. Mindkét esetben elsősorban az emberi szellem és a test lehetőségeinek teljes kiaknázása lehetett a céljuk, vegyi anyagok (külső elixír), illetve egyéb, belső gyakorlatok, például légzés, meditáció, stb. (belső módszerek) együttes alkalmazása révén. Az előbbi irányzatot „külső alkímiának” (vaj-tan (waidan) 外丹), az utóbbit pedig „belső alkímiának” (nej-tan (neidan) 內丹) nevezik. Mindkét irányzat hosszú évszázadokon át formálódott, alakult, és mára tengernyi elméleti és gyakorlati kézikönyvvel, leírással rendelkezik. Amint a fennmaradt forrásokból kiderül, az idők során hangsúlyeltolódás következett be a külső módszerektől a belső technikák irányába, amelybe erős buddhista hatás is közrejátszott.
Maga a belső alkímiai iskola is több irányzatra vált szét, de az alapvető természetfilozófiai, ezoterikus koncepciójukban nagyjából megegyeznek. E szerint az élet maga a tao (dao) 道 életadó és éltető energiájának, csi (qi)jének köszönhető. A fogantatáskor ez a csi (qi) lép be az anyaméhbe, és ez szül és táplál minden dogot. A születéskor az eredendő csi (qi) elsőként az eredendő szellem, vagyis a sen (shen) 神 és az eredendő életenergia, vagyis a csing (jing) 精 formájában nyilvánul meg. A sen (shen) az úgynevezett „felső cinóber mezőbe” (sang tan-tien (shang dantian) 上丹田) költözik, amely hipotetikus területet a szemek közti részre helyezik, az eredendő életenergia, a csing (jing) pedig a vesékbe kerül. Az alkímiai gyakorlatok célja pedig, hogy ezt a kétféle energiát őseredeti állapotukba egyesítsék. Ha ez sikerül, akkor ismét megjelenik a tao (dao) megkülönböztetés nélküli, őseredeti csi (qi)je, amely állapotot egyfajta megvilágosodott tudati állapotként értelmeznek.
A sen (shen) 神, a csi (qi) 氣 és a csing (jing) 精 hármasát „három kincs”-nek (szan-pao (sanbao) 三寶) is nevezik.
A megvilágosult tudat művelésének alapvetően három technikája ismeretes: 1. az „égi út”; 2, a „földi út”; 3. az „emberi út”. Az „égi út” a legkönnyebb és a leggyorsabb módja a megvilágosult tudat elérésének. Ezt még serdülőkor előtt kell elkezdeni, amikor a belső energiák még erősek és koncentráltak. A „földi út” külső anyagok használatát jelenti, például különböző ásványok fogyasztásával művelhető. Az „emberi út” alapvető módszere a páros gyakorlatok, amely során a gyakorlók a szexuális együttlétek alatt a partnerüktől gyűjtenek energiát.

### A taoista szexuális praktikákban
Az ezoterikus taoizmusban a halhatatlanság keresése rendkívül nagy szerepet játszott. A fent ismertetett taoista alkímia egyik módszere „társas gyakorlatok” révén igyekszik serkenteni és kordában tartani a csi (qi)t, melynek végső gyakorlati célja a szervezet egészséges működésének biztosítása, a megvilágosodott állapot és a hosszú élet elérése. A „hálószoba-művészetként” (fang-csung-su (fangzhongshu) 房中術) is ismert, gazdag szakirodalommal rendelkező elméleti és gyakorlati rendszer alapvetése, hogy a csi (qi) egyik legerőteljesebb megnyilvánulása a szexuális energia, amit a taoista gyógyászat csing-csi (jingqi)nek nevez. Szexuális izgalom hatására valójában ennek a szexuális energiának a kiterjedése, szétáramlása éreződik a szervezetben.
A taoista szexualitás a következő három alapelven nyugszik:
- Az első a szexuális energia megőrzésének alapelve. A taoista felfogás szerint a hímivarsejtek előállítása nagy energiaráfordítást igényel a szervezettől, és maguk a hímivarsejtek rendkívül fontos biológiai anyagokat és energiát raktároznak. Ezáltal az ondó kibocsátása a férfi számára jelentős energiaveszteséggel jár, a kontrollálatlan ejakulációk pedig hosszú távon rombolják az egészségét. Ezért az ejakuláció csak gyermeknemzés céljából ajánlatos.[37]
- A második alapelv a szexuális energia átalakítása, amely az orgazmus ejakulációtól való különválasztásán alapul. A magömlés megakadályozása lehetővé teszi, hogy az így megőrzött szexuális energiát a gyakorló saját testébe irányítsa. A gyakorlás célja a szexuális energiának a nemi szervektől való visszafordítása, és az egész testben, egy speciális pályán való keringetése. Amikor a szexuális izgalom fokozódik, a csing-csi (jingqi) vagy szexuális energia spontán módon elkezd szétterjedni a testben, átáramlik a szerveken az idegrendszer magasabb központjai felé. A szexuális energia keringetése az egész testre kiterjedő, rendkívül intenzív és hosszan tartó orgazmusszerű állapotot idéz elő. Azonban a magömlés megszakítja az energiaáramlás körforgását, így a legtöbb férfi képtelenné válik a kiteljesedett, tökéletesen kielégítő szexuális orgazmus megtapasztalására.[38]
- A harmadik alapelve a jin (yin) és jang (yang) erők ellentétei közötti egyensúly fenntartása. Mivel a magömlést energiavesztés, ingerelhetetlenségi szakasz, és a nőtől való visszahúzódás követi, a férfi legyengül, és szexuálisan tehetetlenné válik, miközben a nő aktív marad és további orgazmusokra képes. Ez a férfiban tudattalan irigységet és kisebbségi érzést eredményezhet, ami a kompenzáció vágyához, versengéshez vezethet. A magömlés nélküli szeretkezés azonban elejét veszi ennek a rejtett „nemek közötti harcnak”, mivel a nemi különbségek kiegyenlítődnek, és megszilárdul a partnerek közti harmónia. Mivel a szexuális erőviszonyok jelentős szerepet játszanak a párkapcsolatok szabályozásában, a szexuális ellentétek egyensúlyban tartása fontos lélektani kérdés. A szexuális energiával való helyes gazdálkodás a kapcsolati dinamika szabályozásában is alapvető fontosságú.[39][40]

## A harcművészetekben
A kínai harcművészeteknek többféle osztályozása létezik. A földrajzi elterjedés (északi-déli) stílusok mellett létezik olyan kategorizálás is, hogy mely irányzatokra jellemzőbb a csi (qi) fejlesztése és használata. Ezeket belső stílusnak (nej-csia-csüan (neijiaquan) 内家拳) nevezik, szemben azokkal, amelyek az izomzat fejlesztését és a kardiovaszkuláris erőnlét javítását tűzik ki célul, vagyis a külső stílussal (vaj-csia-csüan (waijiaquan) 外家拳).

### Taj-csi-csuan
A „belső stílusú” irányzatok között külön figyelmet érdemel az úgynevezett taj-csi-csüan (taijiquan) 太極拳, amelynek központi és alapvető teóriája a csi (qi) fejlesztése, irányítása. Ez a kifinomult, a teljes testet megmozgató és harmóniára vezető mozgásrendszer, jótékony hatással van a testre és lélekre egyaránt, azaz általában véve a fizikai és lelki egészségre, ám mindemellett eredendően mégis csak egy harcművészeti irányzat, amely hatékony harci, önvédelmi eszközként is ismert.

### Egyéb kínai harcművészeti irányzatokban

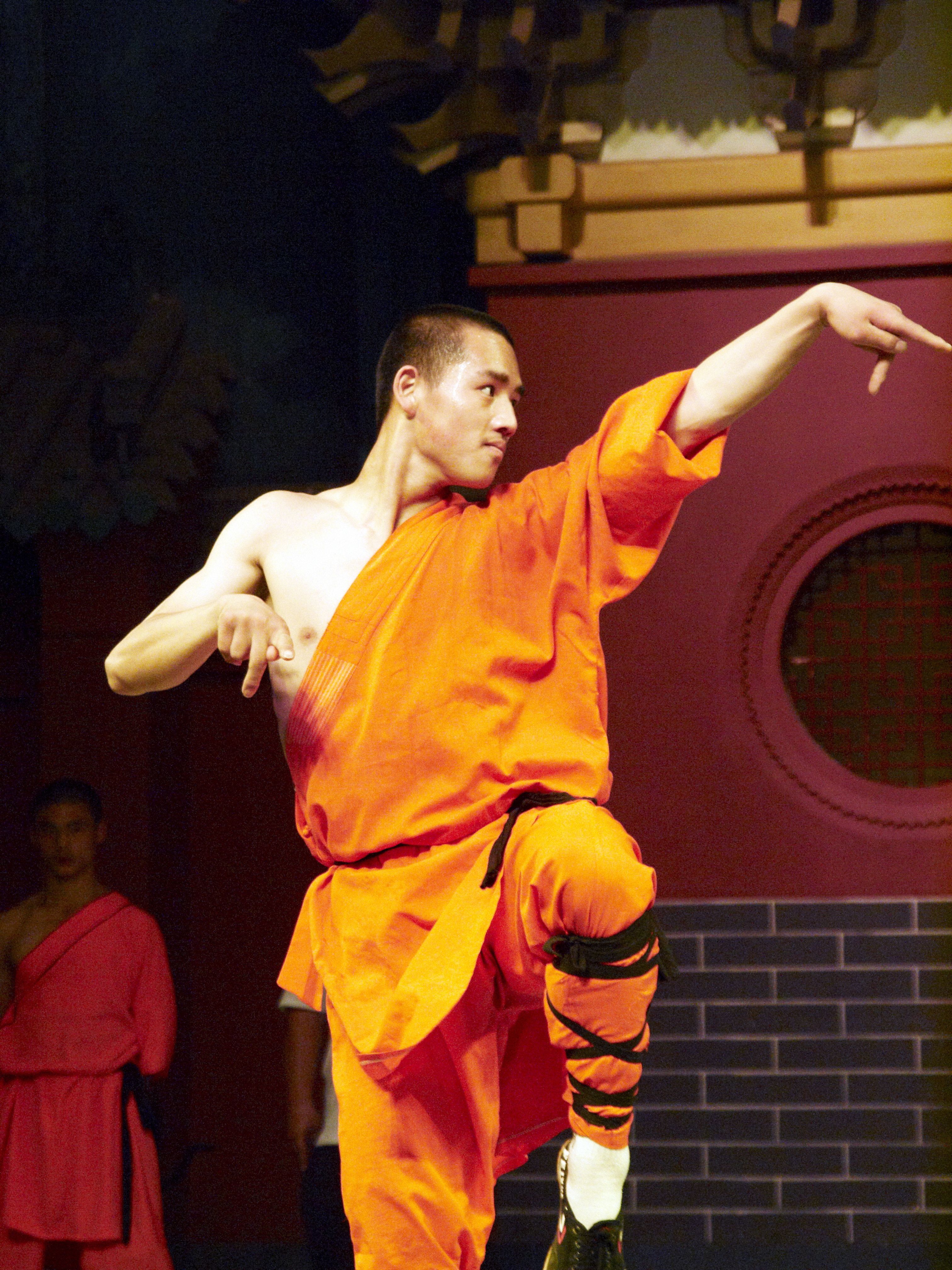
Egy saolin (shaolin)-szerzetes bemutatója.

Ezen kívül még számos, a „belső stílushoz” tartozó harcművészeti irányzatra jellemző a csi (qi) fejlesztése és használata. Ilyenek például:
- pa-kua-csang (baguazhang) 八卦掌 („pa-kua (bagua)-ököl”)
- hszing-ji-csüan (xingyiquan) 形意拳
- sö-csüan (shequan) 蛇拳 („kígyó-ököl”)
- lung-hszing mo-csiao (longxing moqiao) 龍形摩橋 („sárkányforma híd-dörzsölés”, vagyis a déli sárkány-stílus)
- luo-han-csüan (luohanquan) 罗汉拳 („arhat-ököl”)
- Saolin kung-fu (Shaolin gongfu) 少林功夫
- liu-ho-pa-fa-csüan (liuhebafaquan) 六合八法拳

### Kínán kívüli harcművészetek

#### Japánban
A kínai csi (qi) fogalma számos más filozófiai és vallási fogalommal együtt a középkorban Japánba is eljutott, ahol ki 気 néven eresztett gyökeret, és vált fontos pszichológiai műszóvá, a különféle lelki- és kedélyállapotok jelölésére. Elsősorban azonban a harcművészetekben kapott jelentősebb szerepet. Jelentése nem sokat változott, azt a belső erőt, energiát, összpontosító képességet jelenti, amely az embert az akadályok leküzdésére képessé teszi. Az alábbiakban néhány japán harcművészeti stílus található, amelyben a ki táplálása, irányítása alapvető fontosságú:
- Aikidó
- Dzsúdzsucu
- Karate
- Kendó
- Kjúdó

Nem harcművészet, de szintén japán eredetű a reiki (霊気 vagy レイキ), amely egyfajta gyógyító technika, amely a ki erejét használja.

#### Koreában
A történelem során Kína kulturális hatása a szomszédos Koreára is erős volt, melynek révén a csi (qi) fogalma ki 기 néven teret nyert és beépült a koreai gondolkodásba. Japánhoz hasonlóan, a szerepe itt is elsősorban a harcművészekben mutatkozik meg, pl.:
- Hapkido
- Taekwondo

## Egyéb szerepei

### Afengsujban
A csi (qi) a kései taoizmushoz szorosan kapcsolódó feng-suj (fengshui) elméleti és gyakorlati rendszerének is az alapfogalmai közé tartozik. A feng-suj (fengshui) ma ismert legrégebbi írott forrása a 3-4. században íródott Temetkezések könyve, melynek szerzője Kuo Pu (Guo Pu), aki művének már az első mondatában is hangsúlyozza a csi (qi) jelentőségét a temetkezés szempontjából:

„ A temetkezés az éltető csi (qi)től függ. Az öt (elem) csi (qi)je áthatja a földet, s szétáradva életet ad a miriád létezőnek. Az ember a testét az apjától és az anyjától kapja. A felmenők teste megszerzi a csi (qi)t, ami aztán a leszármazottak testébe öröklődik át... Valójában az élet nem más, mint felhalmozódott csi (qi), amely megdermedve a csontokat alkotja, a halál után pedig magára marad. Ezért a temetés nem más, mint a csi (qi) visszatérítése a csontokba, mely folyamat az élet kiváltsága.”

A II. fejezet teljes egészében a csi (qi) áramlását tárgyalja. Itt számos olyan leírás olvasható, amely jól jellemzi a csi (qi)nek a taoizmus által inspirált feng-suj (fengshui) szerint értelmezett működését:

„A hegyek, a dombok csontjai (ti. a kövek), az ormok, a lankák elágazásai azok, melyekhez igazodva a csi (qi) halad... Ha a csi (qi) a szél hátán utazik, szerteoszlik, a vízzel találkozva pedig megállapodik... A jin (yin) és a jang (yang) csi (qi)je, amikor fúj, akkor szél keletkezik; amikor fölemelkedik, akkor felhők keletkeznek, amikor leszáll, akkor eső keletkezik; amikor pedig behatol a földbe, azt nevezzük éltető csi (qi)nek... A csi (qi) ott áramlik, ahol a föld felszínének alakja változik, s az élőlényeket ekként élteti..”

A mű VII. fejezete az úgynevezett külső és belső csi (qi) jellegéről és működéséről értekezik:

„A külső csi (qi) ott jelenik meg, ahol a belső csi (qi) összegyűlt... Ha a külső nem utal arra, hogy belül a csi (qi) összegyűlt volna, akkor a csi (qi) szertefoszlott a földben.”

A feng-suj (fengshui) gyakorlatában az ősi kínai iránytű elvén működő, úgynevezett lo-pan (luopan) 羅盤 használatos a csi (qi) áramlásának érzékelésére.

### Az irodalomban
A hagyományos kínai felfogás szerint a művészi értékkel bíró irodalmi alkotások szintén nem nélkülözhetik a csi (qi)t. A kiváló költőként és irodalomkritikusként is ismert és számon tartott császár, Cao Pi a Tanulmány az irodalomról (Lun ven (Lun wen) 《論文》) című írásában ekként összegzi a csi (qi) szerepét az írásban:

„Az irodalomban a csi (qi) a legfontosabb dolog. A csi (qi) kétféle lehet aszerint, hogy tiszta-e vagy zavaros. A tökéletességet sohasem lehet erővel kikényszeríteni. Olyan ez, mint a muzsika esetében: meglehet, hogy az ének mértéke kiegyenlített, a hangszerek ritmusa pontosan ugyanarra a mércére lüktet, de hiába, a muzsikában kifejezett csi (qi) egyenetlennek bizonyul.”

### A festészetben és kalligráfiában
Kínában a festészet és a kalligráfia szinte elválaszthatatlan egymástól. A festészet elmélete is a kalligrafizmus tudatosságáról tanúskodik. Az 5. században élt és alkotott Hszie Ho (Xie He) 謝赫 nevezetes művében, A régi képek fajtáiban (Ku-hua pin-lu (Guhua pinlu) 《古畫品錄》) lefektette az úgynevezett „festészeti hat szabályt” (huj hua liu fa (hui hua liu fa) 繪畫六法), amelyre azóta is minden festő és elméletíró hivatkozik. Nyugaton is számtalan kommentárt szült. A „hat szabály” értelmezésében nagyjából közös megegyezésre jut a legtöbb nyugati és kínai értelmező. Hszie Ho (Xie He) hat paragrafusa közül a csi (qi) újszerű értelmezésének, esztétikai kategóriakénti bevezetésének szempontjából különösen az első érdekes. A festmények megalkotásának „hat szabálya” a szó szerinti fordításban a következő:
1. csi (qi)-ritmus, élet-mozgás (csi-jün sen-tung (qiyun shengdong) 氣韻生動)

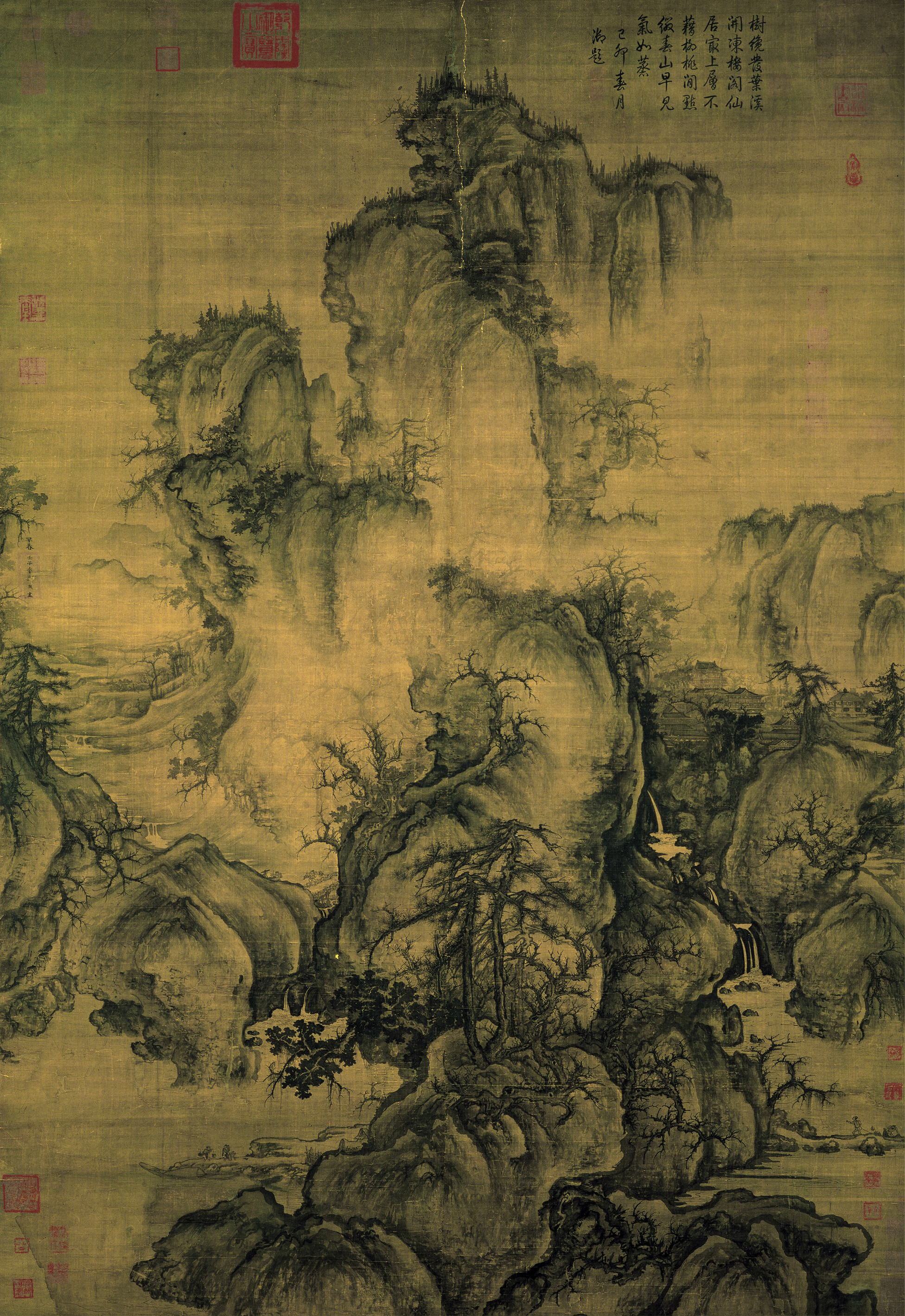
Kuo Hszi (Guo Xi) 郭熙 (kb. 1020 - kb. 1090) Kora tavasz (Cao chun (Zao chun) 早春) című tusfestménye 1072-ből, amely a hagyományos kínai tájképfestészet minden részletében tökéletes képviselője.

2. csont(ozat-szabály), ecset-ügyesség
3. megfelelni-dolgoknak, hasonlóságot alakítani
4. fajtákat követni, választani-színeket
5. tervszerűen-igazgatni, pozíciókat-elrendezni
6. továbbítani-átültetni, mintakép-írás[m 12][49]

Az első szabályban, a csi (qi) mellé társított jün (yun) 韻 általában „ritmusként” értelmezendő. Vagyis itt a csi (qi) ritmusáról, lüktetéséről van szó. Miklós Pál összegzésében:

„Így azt is mondhatjuk, hogy az 1. a kép spontán lendületére, elevenségére utal (úgy is mondhatnánk, hogy arra a bizonyos megfoghatatlan valamire, amit „művésziség”, „tehetség” vagy a kép „lelke” szavakkal szoktunk körülírni).”

E szabályok legtöbbje - a csi (qi)-ritmussal kapcsolatos is - a kalligráfiára is általános érvényűek mind a mai napig.
A hagyományos kínai festészetben, különösen a tájképfestészetben a későbbiekben megjelenik a megfoghatatlan, de mindenütt jelen lévő és éltető csi (qi) ábrázolásának problémája is. A Szung (Song)-kor egyik legkiválóbb és leghíresebb festője, Kuo Hszi (Guo Xi) 郭熙 (kb. 1020 - kb. 1090) így ír A tájkép tökéletessége (Lin-csüan kao-cse (Linquan gaozhi) 《林泉高致》 című művének a „Tanítás a tájképről” (San-suj hszün (Shanshui xun) 山水訓) című fejezetében:

„A valódi táj felhői és csi (qi)je a négy évszakban nem ugyanaz. Tavasszal lágyak és békések, nyáron duzzadók és nyomasztók, ősszel szétszórtak és vékonyak, télen pedig sötétek és ridegek. Ha a festő ábrázolni tudja a négy évszaknak ezeket az általános jegyeit, s nem csupán szétdarabolt formákat ábrázol, akkor a felhők és a csi (qi) élettel telítődik.”

### A kertépítészetben
A kínai kertépítészet a praktikum és esztétikum tekintetében legalább olyan sokat merített a feng-suj (fengshui) elméleti és gyakorlati módszereiből, mint a tájképfestészet esztétikai kategóriájából. Hszie Ho (Xie He) fent ismertetett „hat szabálya” közül jó néhányat figyelembe vettek a kertek kialakításakor, melyet valóban művészi szintre emeltek. Különleges hangsúlyt kapott az első szabályban megfogalmazott „csi (qi)-ritmus, élet-mozgás” (csi-jün sen-tung (qiyun shengdong) 氣韻生動), amely a kertet „lélegzővé”, „élettel telivé” és „elevenné” varázsolta.

## Tudományos vizsgálata, szkeptikus álláspont
Leginkább a hagyományos kínai orvoslás és az akupunktúra elterjedése a világban tenné egyre indokoltabbá, hogy a nyugati szemmel titokzatosnak tűnő, belső energia, a csi (qi) létezésére valós, tudományos bizonyítékokat találjanak a szakemberek. Számos vizsgálattal, kísérlettel, méréssel próbálkoztak, de tény, hogy a csi (qi) létezését a mai napig nem sikerült tudományosan igazolni. A hagyományos kínai orvoslás, az akupunktúra magyarországi hivatalos elismertségének egyik legismertebb ellenzője, Hraskó Gábor, a Szkeptikus Társaság elnöke szerint mivel a hagyományos kínai orvoslás elsősorban tapasztalati, és nem tudományos úton igazolja önmagát, a fő kérdés, hogy a módszerek működése és hatásmechanizmusa klinikai úton igazolható-e. Hraskó elmondása szerint azokon a vizsgálatokon, ahol a páciensek egy részét szakszerűen, a másik részét viszont alkalmatlan tűkkel vagy nem megfelelő pontokon kezelték akupunktúrával, mindkét esetben sikerült hatást kimutatni – azonban egymáshoz képest nem eltérő mértékben, azaz a helyesen végzett akupunktúra hatása megegyezett a placebóéval. Szerinte nem a csi (qi) manipulálásának eredményeként mutatkozhat javulás a pácienseken, hanem arról lehet szó, hogy „a sok befektetett pénz, a több ezer éves gyógymód jó hangzása, a rituális szertartás mind alkalmasak erős placebohatás előidézésére. Ezenkívül bizonyos, fenntartással kezelendő vizsgálatok szerint az akupunktúra azért is lehet hatásos bizonyos fájdalmak ellen, mert a szurkálás növeli az endorfintermelés mértékét, ez pedig megemeli a fájdalomküszöböt.”

## Hasonló fogalmak más kultúrákban
A csi (qi)hez hasonló láthatatlan erő, energia, vagy szerepével, hatásával rokonítható szellemi lény a világ számos kultúra mitológiájában, vallásában fellelhető. A teljesség igénye nélkül pl.:
- hindu: prána
- tibeti: lung (རླུང rlung)
- ókori egyiptomi: ka
- ókori görög: pneuma, aer
- római: spritus
- kelta: awen
- skandináv germán: seid
- héber: ruah
- iszlám: ruh
- török: can
- polinéz: mana
- ausztrál bennszülött törzsek: maban, miwi
- finn: sisu
- inuit: inua, sila
- algonkin indián: manitu
- joruba: ashe

## Modern kínai jelentései
A csi (qi) szó modern jelentései az interneten elérhető, nagyobb terjedelmű, egynyelvű online szótárak anyagából lettek összeválogatva. Hellyel-közzel a nyomtatott nagyszótárak is ezeket a jelentéseket közlik. Bizonyos jelentéskörök (pl. 8. 9. 10.) kínai kultúrtörténeti, sinológiai háttérismeretek nélkül alig vagy egyáltalán nem érthetők a laikusok számára. Ezek a jelentések épp a fent ismertetett (orvosi, irodalmi, képzőművészeti) szakaszokban kifejtett klasszikus, speciális kifejezések és jelentések mai továbbélései.
1. gáz; pl. qìtǐ 氣體 gáz; méiqì 煤氣 földgáz; qìyóu 氣油 benzin, gáz
2. I. levegőt vesz, lélegzik; II. lélegzet, lélegzetvétel; pl. qìxí 氣息 lélegzet; qì cù 氣促 zihál
3. időjárás, klíma; pl. qìwēn 氣溫 levegő hőmérséklete; qìhòu 氣候 klíma; qìxiàng 氣象 légköri jelenség
4. illat, szag; pl. 氣味 qìwèi szag; chòuqì 臭氣 rossz szag, bűz;
5. mentális állapot; pl. qìgài 氣概 vérmérséklet; qìjié 氣節 morál, becsületesség; qìpò 氣魄 merészség, tiszteletet parancsoló magatartás; qìpài 氣派 stílus; qìněi 氣餒 kedve szegett, levert
6. dühös, dühöng; pl. qìnǎo 氣惱 felháborodik; qì shèng 氣盛 gőgös
7. erőszakos, zsarnokoskodó; pl. shòuqì 受氣 terrorizál
8. a hagyományos kínai orvoslásban a szervezet működését biztosító erő, energia, a csi; pl. qìgōng 氣功 csi-kung; qì xuè 氣血 qi-vér; qìxū 氣虛 csi-hiány
9. a hagyományos kínai orvoslásban bizonyos kórtényezők; pl. tánqì 痰氣 váladék; shī qì 濕氣 nedvesség, nyirkosság
10. irodalmi alkotásokban vagy a festészetben, kalligráfiában a hangulat az atmoszféra; pl. héqì 和氣 kedves, udvarias; qìfēn 氣氛 hangulat, atmoszféra; qìyùn 氣韻 „qi-ritmus”

## Magyar fordításai
A magyar nyelvű népszerű és szakirodalomban sincs egységes álláspont arról, hogy a csi (qi) miként fordítható. Sokfélesége, különböző szerepei miatt feltehetően nem is lehetséges egyetlen magyar szóval jelölni valamennyi előfordulásában. Az alábbiakban a Irodalomjegyzékben szereplő magyar nyelvű művekben előforduló fordításkísérletek szerepelnek a teljesség igénye nélkül:
erő, élet, életerő, belső életerő, energia, belső energia, életenergia, belső életenergia, lehelet, lélegzet, légzés, pára, fuvallat, gáz, gőz, levegő, éter, szusz, szufla, szellem, lélek, lélekerő, lélekenergia, vitalitás, (harci)'kedv, virtus, hatás, prána, pneuma, exhaláció, kipárolgás, impulzusrendszer stb.

### Átírása és használata
Lévén, hogy a kínai szónak ilyen nagyszámú értelmezése, illetve fordítása lehetséges, melyek egyike sem fedi le a pontos eredeti jelentést, célszerű a szövegekben az eredeti hangalak, latin betűs átírásos változatát használni így: qi (pinjin (pinyin) hangsúlyjel nélkül) vagy csi (magyar népszerű átírás).
A ma már csak elvétve használt, úgynevezett magyar tudományos átírásban a k'i alakban fordulhat elő.
Esetenként magyar nyelvű szövegekben is felbukkan az angol nyelvre kidolgozott úgynevezett Wade–Giles-féle átírásos alak is: ch'i. Ennek használatát azonban magyar nyelvű szövegkörnyezetben semmi nem indokolja. Ugyanígy indokolatlanok és helytelenek a hosszú ékezettel írt változatai (csí, Csí, Ch'í stb.) is, melyek szintén gyakorta felbukkannak a magyar szövegekben.
Nem mondatkezdő helyzetben csak igen speciális esetekben indokolt a szó nagy kezdőbetűs formájának (Qi, Csi) használata. Ilyennel általában klasszikus kínai filozófiai, vallási vagy orvosi tárgyú szövegek fordításaiban, ezekkel kapcsolatos tanulmányokban találkozni, ahol a legtöbb esetben a fordítók, szerzők külön megindokolják döntésüket.
Nem egyértelmű, illetve nem eldöntött, hogy a szónak a dőlt (qi, csi) vagy a nem dőlt (qi, csi) alakját kell-e, célszerű-e használni. Mivel hivatalosan még nem számít magyar közszónak, célszerű a döntött alakot használni. Esetenként azonban, amikor a szövegkörnyezetben sokszor fordul elő, vagy használata, szerepe, jelentése egyértelmű, a szerzők ettől eltekintenek.

## A populáris kultúrában
- Kitaró 1981-ben Ki (気) címen jelentette meg egyik albumát.[60]
- A kínai csi (qi) egyfajta értelmezése jelenik meg a Star Wars filmeposz „Erő” (Force) koncepciójában.[m 14][61]
- A ki (気) a Dragon Ball japán manga- és animesorozat számos karaktere által használt különleges képesség.[62]